# Фрегаты типа «Галифакс»
Фрегаты типа «Галифакс» (англ. Halifax-class frigate) — тип многоцелевых фрегатов УРО, с 1992 года состоящих на вооружении ВМС Канады. Результат начатой в 1970-х годах программы по замене устаревших эсминцев типов Аннаполис, Макензи, Рестигуш и Сен-Лоран. Помимо традиционного противолодочного вооружения, корабли несли средства для противодействия надводным и воздушным целям. Первым из двенадцати кораблей серии стал Halifax. Свои имена корабли получили в честь столиц или крупнейших городов десяти канадских провинций, а также городов Оттава и Монреаль.
В 2007 году правительство Канады озвучило планы по модернизации кораблей серии. В ноябре 2008 года контракт на проведение работ получила группа компаний во главе с Lockheed Martin Canada. Планирование работ было завершено в ноябре 2016 года, модернизация всех 12 кораблей должна завершиться в 2018 году.
В октябре 2011 года также было объявлено о разработке нового проекта перспективного корабля для флота Канады, который должен будет заменить фрегаты типа «Галифакс» и эсминцы типа «Ирокез». Строительство этих кораблей запланировано на начало 2020-х годов.

## Проект
Работы по проектированию корабля были начаты в 1977 году в рамках Canadian Patrol Frigate Program с целью замены устаревших эсминцев, состоявших на вооружении флота. В июле 1983 года правительством был утверждён бюджет на строительство первой серии из шести фрегатов. В декабре 1987 года было заказано ещё шесть кораблей. Отражая изменения в долгосрочной стратегии развития флота, фрегаты проектировались как многоцелевые корабли с особым акцентом на действия против подводных лодок.
Водоизмещение фрегатов составило 4830 тонн. Максимальная длина 134,65 м, ширина — 16,36 м, осадка — 4,98 м. В целом, корабль получился крупнее чем эсминцы типа «Ирокез». Движитель корабля — два винта регулируемого шага, работающие от ЭУ CODOG, включающей в себя две газотурбинных установки General Electric LM2500 и дизельный двигатель SEMT Pielstick. Корабль развивает скорость до 29 узлов. При движении на дизельном двигателе со скоростью 15 узлов дальность плавания составляет 7000 миль.

### Вооружение
Для поиска и уничтожения подводных лодок на расстоянии от корабля, фрегат несёт на борту противолодочный вертолёт CH-124 Sea King. Вертолёт может осуществлять взлёт и посадку при волнении до 6 баллов. Для поражения подводных лодок вблизи, фрегаты имеют на вооружении противолодочные торпеды Mark 46, запускаемые из двух торпедных аппаратов.
Противокорабельное вооружение состоит из двух четырёхконтейнерных пусковых установок ракет «Гарпун», расположенных в средней части корпуса между ангаром и трубой. Противовоздушная оборона обеспечивается пусковыми установками ЗРК «Си Спэрроу», а для отражения воздушных атак вблизи корабль вооружен ЗАК «Фаланкс», установленным на крыше вертолётного ангара.
В носовой части корабля установлена 57-мм артиллерийская установка Bofors SAK 57, скорострельность орудия составляет 220 выстрелов в минуту, дальность ведения огня — 17 км.
На вооружении кораблей состоят два комплекса постановки помех Shield Mark 2, производства BAE Systems. Имеется комплекс противоторпедной защиты AN/SLQ-25 Nixie.
Две РЛС управления огнём SPG-503 (STIR 1.8) производства Thales Nederland расположены на крыше мостика и на площадке перед ангаром. Также корабли оснащены РЛС воздушного обзора AN/SPS-49, РЛС обнаружения надводных целей Ericsson HC150 Sea Giraffe и навигационной РЛС Kelvin Hughes type 1007. Гидроакустическое вооружение состоит из подкильной ГАС AN/SQS-510 и комплекса CANTASS с буксируемой антенной.

## Список кораблей
| Название        | Номер   | Судоверфь                          | Дата закладки        | Дата спуска на воду  | Дата вступления в состав флота | Примечания |
| --------------- | ------- | ---------------------------------- | -------------------- | -------------------- | ------------------------------ | ---------- |
| Halifax         | FFH 330 | Saint John Shipbuilding, Сент-Джон | 19 марта 1987 года   | 30 апреля 1988 года  | 29 июня 1992 года              | В строю    |
| Vancouver       | FFH 331 | Saint John Shipbuilding, Сент-Джон | 19 мая 1988 года     | 8 июля 1989 года     | 23 августа 1993 года           | В строю    |
| Ville de Québec | FFH 332 | MIL Davie Shipbuilding, Лозон      | 16 декабря 1988 года | 16 мая 1991 года     | 14 июля 1994 года              | В строю    |
| Toronto         | FFH 333 | Saint John Shipbuilding, Сент-Джон | 22 апреля 1989 года  | 18 декабря 1990 года | 29 июля 1993 года              | В строю    |
| Regina          | FFH 334 | MIL Davie Shipbuilding, Лозон      | 6 октября 1989 года  | 25 января 1992 года  | 29 декабря 1993 года           | В строю    |
| Calgary         | FFH 335 | MIL Davie Shipbuilding, Лозон      | 15 июня 1991 года    | 28 августа 1992 года | 12 мая 1995 года               | В строю    |
| Montréal        | FFH 336 | Saint John Shipbuilding, Сент-Джон | 8 февраля 1991 года  | 28 февраля 1992 года | 21 июля 1994 года              | В строю    |
| Fredericton     | FFH 337 | Saint John Shipbuilding, Сент-Джон | 25 апреля 1992 года  | 26 июня 1993 года    | 10 сентября 1994 года          | В строю    |
| Winnipeg        | FFH 338 | Saint John Shipbuilding, Сент-Джон | 20 марта 1993 года   | 25 июня 1994 года    | 23 июня 1996 года              | В строю    |
| Charlottetown   | FFH 339 | Saint John Shipbuilding, Сент-Джон | 18 декабря 1993 года | 1 октября 1994 года  | 9 сентября 1995 года           | В строю    |
| St. John’s      | FFH 340 | Saint John Shipbuilding, Сент-Джон | 24 августа 1994 года | 26 августа 1995 года | 26 июня 1996 года              | В строю    |
| Ottawa          | FFH 341 | Saint John Shipbuilding, Сент-Джон | 29 апреля 1995 года  | 31 мая 1996 года     | 28 сентября 1996 года          | В строю    |